# كلية لندن للأعمال
كلية إدارة الأعمال في لندن (LBS) هي كلية لإدارة الأعمال وكلية تابعة لجامعة لندن، وتقع في وسط لندن، إنجلترا، المملكة المتحدة. تأسست في عام 1964، بعد أن أوصى تقرير فرانكس بإنشاء مدرستين للأعمال، كجزء من الجامعات القائمة (كلية لندن لإدارة الأعمال وكلية مانشستر للأعمال)، ولكن بدرجة كبيرة من الاستقلالية.
في ديسمبر 2006 أطلقت عملياتها في دبي، والتي تشمل برامج التعليم التنفيذي درجة الماجستير في إدارة الأعمال التنفيذية.
تقدم LBS مختلف البرامج الأكاديمية بما في ذلك درجة الماجستير في إدارة الأعمال (MBA وEMBA)، زمالة سلون لرجال الأعمال من ذوي الخبرة (ماجستير)، الماجستير في العلوم المالية (MIF)، الماجستير في الإدارة للطلاب مع ما يصل إلى سنتين من الخبرة في العمل (MiM)، دكتوراه، وبرامج للتنفذيين من طبقات رجال الأعمال.
يأتي تصنيف LBS عاليا باستمرار باعتبارها واحدة من أفضل كليات إدارة الأعمال في أوروبا وباعتبارها واحدة من أكبر 10 كليات إدارة الأعمال في العالم. عملية القبول في الكلية هو عملية انتقائية للغاية، مما يجعلها واحدة من كليات الأعمال أكثر تنافسية للوصول إلى في العالم.

## الأبحاث
يعمل 150 عضوا من أعضاء هيئة التدريس في الكلية من خلال 16 مركزا أو معاهد البحوث.
أعلنت كلية لندن للأعمال أن مركز البحوث للنساء في مجال الأعمال التجارية سوف يغلق في يونيو 2009، وينبغي العثور على أية شركة راعية.

## نادي الطاقة في كلية لندن للأعمال
القمة العالمية للطاقة هو الحدث السنوي الأبرز لنادي الطاقة في كلية لندن للأعمال، ويوفر المنتدى فرصة لا مثيل لها لقادة الفكر السياسي والأكاديمي ورجال الأعمال لاستكشاف ومناقشة أفكارهم حول مستقبل صناعة الطاقة.
وتناقش القمة الضغوط الجغرافية السياسية ومتغيرات السوق في مجال الطاقة ويتم أخذ وجهات النظر من ممثلي شركات الطاقة العالمية، ومبتكرين الطاقة المستدامة والوكالات الحكومية.

## البرامج الأكاديمية
- Full-time MBA
- Executive ماجستير إدارة الأعمال programmes
- Sloan Masters in Leadership and Strategy
- Masters in Finance
- Masters in Management
- Executive Education